# Wereldkampioenschappen boogschieten 1989
De wereldkampioenschappen boogschieten 1989 waren door de Fédération Internationale de Tir à l'Arc (FITA) georganiseerde kampioenschappen voor boogschutters. De 35e editie van de wereldkampioenschappen vond plaats in de Zwitserse stad Lausanne van 2 tot en met 8 juli 1989.

## Medailles

### Recurve
| Onderdeel             | Goud | Goud                                                  | Zilver | Zilver                                       | Brons | Brons                                                                |
| --------------------- | ---- | ----------------------------------------------------- | ------ | -------------------------------------------- | ----- | -------------------------------------------------------------------- |
| Mannen (individueel)  | URS  | Stanislav Zabrodski                                   | GBR    | Steven Hallard                               | FIN   | Tomi Poikolainen                                                     |
| Mannen (team)         | URS  | Vladimir Jesjejev Vadim Szikarjev Stanislav Zabrodski | USA    | Jay Barrs Allen Rasor Christopher Yeoman     | KOR   | Lee Hueng-seop Park Jae-pyo Yang Chang-hoon                          |
| Vrouwen (individueel) | KOR  | Kim Soo-nyung                                         | KOR    | Kim Kyung-wook                               | USA   | Denise Parker                                                        |
| Vrouwen (team)        | KOR  | Kim Soo-nyung Park Mi-kyung Wang Hee-kyung            | SWE    | Christa Bäckman Petra Eriksson Jenny Sjöwall | URS   | Ludmilla Arzhannikova Machloechanoem Moerzajeva Jelena Toetatsjikova |

### Medaillespiegel
| Plaats | Land                | Goud | Zilver | Brons | Totaal |
| 1      | Zuid-Korea          | 2    | 1      | 1     | 4      |
| 2      | Sovjet-Unie         | 2    | 0      | 1     | 3      |
| 3      | Verenigde Staten    | 0    | 1      | 1     | 2      |
| 4      | Verenigd Koninkrijk | 0    | 1      | 0     | 1      |
| 4      | Zweden              | 0    | 1      | 0     | 1      |
| 6      | Finland             | 0    | 0      | 1     | 1      |
| Totaal | Totaal              | 4    | 4      | 4     | 12     |